# Placozoa
Embranchement
Les placozoaires sont des métazoaires (animaux) présentant un plan d'organisation particulièrement simple.
Ces minuscules animaux aplatis ne présentent ni symétrie, ni bouche, ni tube digestif, ni système nerveux, ni lame basale. Ils ne possèdent pas d'organes et seulement six types différents de cellules somatiques morphologiquement distinctes (contre au moins douze pour les éponges)[réf. nécessaire]. Cependant plusieurs autres types de cellules physiologiquement différentes sont suspectées,.
Le groupe des placozoaires a longtemps contenu le seul genre Trichoplax et, pensait-on, la seule espèce connue, Trichoplax adhaerens, découverte en 1883 dans un aquarium d'eau de mer de l'université de Graz, en Autriche. Une autre espèce, Treptoplax reptans, aurait été décrite en 1896, mais n'a jamais été retrouvée depuis, ce qui permet de douter de son existence. Cependant des études de génomes récentes semblent indiquer l'existence de plusieurs espèces malgré une morphologie semblable et deux d'entre elles ont été décrites: Hoilungia hongkongensis grâce à la génomique comparée et Polyplacotoma mediterranea grâce à une morphologie distincte et son génome mitochondrial.

## Description
L'organisme est de très petite taille, 1–3 mm, transparent, constitué de quelques milliers de cellules organisées suivant deux couches. La couche dorsale présente des cellules monociliées aplaties à la façon d'un épithélium pavimenteux. La couche ventrale est constituée de cellules plus hautes de deux types principaux : des cellules monociliées comme sur la face dorsale, mais présentant en plus des microvillosités, et des cellules glandulaires. Ces cellules périphériques délimitent un espace contenant des cellules syncytiales mésenchymateuses formant un réseau fibreux. Il n'existe donc ni cellule musculaire, ni cellule nerveuse, ni cellule sensorielle ni matrice extracellulaire.
L'épithélium de Trichoplax ne présente pas de membrane basale, les cellules étant connectées par des desmosomes. Des corps réfringents s'observent entre les cellules de l'épithélium dorsal : d'origine lipidique, ils proviennent de la dégénérescence d'une cellule épithélio-dorsale. Une couche intercalaire de cellules filiformes contient des bactéries symbiotiques.
Les cellules épithélio-ventrales sont phagocytaires, après une prédigestion externe des aliments par les enzymes que sécrètent ces cellules.

## Éthologie

### Locomotion
La locomotion est réalisée grâce aux cils et aux déformations du corps.

### Digestion
La digestion est externe (exodigestion). Trichoplax adhaerens englobe l'aliment (débris organiques, algues unicellulaires, etc.) dans une cavité digestive temporaire dont les parois sont constituées des cellules de la couche inférieure. Les enzymes digestives sont déversées dans cette cavité et les aliments sont ainsi digérés. Les produits de la digestion sont ensuite absorbés par endocytose.
Une autre méthode de digestion peut aussi être observée.
Des organismes unicellulaires peuvent être digérés à travers l’épithélium de la face dorsale. Ce mode d’alimentation est unique dans le règne animal : les particules, recouvertes d’une couche gluante, passent à travers les interstices des cellules de l’épithélium et sont ensuite digérées par phagocytose.
On observe que certaines bactéries sont ingérées non pas pour la nutrition mais pour vivre en symbiose avec le placozoaire.

### Répartition et habitat

répartition des placozoaires

Les placozoaires vivent sur les fonds marins tropicaux et subtropicaux, près des côtes. On en retrouve aussi en Méditerranée.

### Reproduction

#### Reproduction asexuée
La reproduction asexuée peut se faire de deux manières différentes :
- La première de ces méthodes consiste en une fission binaire s’effectuant par la division d’un individu mère en deux individus filles de même taille. Cette méthode est très avantageuse pour augmenter rapidement la densité de population.
- La seconde méthode repose sur la formation de petits « swarmers » sphériques planctoniques. De par leur forme et leur caractère planctonique, les « swarmers » se dispersent facilement et c’est pour cette raison que cette méthode est plus souvent utilisée pour la dispersion.

#### Reproduction sexuée
La reproduction sexuée n’a été observée pour l’instant qu’en laboratoire où des oocystes peuvent se développer lorsqu’il y a une population suffisante de placozoaires et qu’ils ne souffrent d’aucun manque nutritionnel. De récentes recherches ont également montré que les oocystes devenaient matures à une température minimale de 23 °C. Cela semble indiquer que le choix entre la reproduction sexuée et végétative est fonction de la température. La maturation est toujours accompagnée de la dégénérescence de l’individu mère et que dans la grande majorité des cas les individus femelles ne produisent qu’un seul oocyste.
Le développement embryonnaire n'a pu être observé que jusqu’au stade d'environ 128 cellules sans avoir atteint la possibilité de compléter le cycle de vie car tous les embryons mouraient une fois arrivés à ce stade. Il y aurait donc des facteurs environnementaux nécessaires au développement de l’embryon qui restent encore inconnus à ce jour.

## Classification
La position phylogénétique de Trichoplax adhaerens est encore très incertaine. Des analyses de l'ARNr 18S ont d'abord suggéré de les placer parmi les eumétazoaires mais d'autres études en font plutôt le groupe frère des eumétazoaires dans le clade des épithéliozoaires. 
Stephen L. Dellaporta et al. (2006) ont séquencé le génome mitochondrial complet de Trichoplax adhaerens et présentent les placozoaires comme le plus ancien embranchement des métazoaires actuels, dans un schéma atypique ((placozoa, (porifera, cnidaria)), bilateria). Cavalier-Smith and Chao (2003), ont réactualisé une idée ancienne consistant à faire des placozaires des cnidaires dégénérés (Krumbach, 1907). Ils proposent d'en faire une classe de médusozoaires.
En 2018 Laumer et al. ont utilisé le génome de différents haplotypes de placozoaires et les trouvent groupe frère des cnidaires. Par ailleurs des expériences d'hybridation de gènes in situ semblent indiquer une certaine similarité entre l'expression des gènes chez les placozoaires et chez les cnidaires. 
En 2022, Tessler, Neumann, Kamm, Osigus, Eshel, Apura Narechania, Burns, DeSalle et Schierwater créent une classification phylogénétique de l'embranchement.

## Liste des classes, ordres, familles et genres
Selon World Register of Marine Species (4 février 2024) :
- classe Polyplacotomia Tessler, Neumann, Osigus, DeSalle & Schierwater, 2022
  - ordre Polyplacotomea Tessler, Neumann, Osigus, DeSalle & Schierwater, 2022
    - famille Polyplacotomidae Tessler, Neumann, Osigus, DeSalle & Schierwater, 2022
      - genre Polyplacotoma Osigus & Schierwater, 2019[6]
- classe Uniplacotomia Tessler, Neumann, Osigus, DeSalle & Schierwater, 2022
  - ordre Trichoplacea Tessler, Neumann, Osigus, DeSalle & Schierwater, 2022
    - famille Trichoplacidae Bütschli & Hatschek, 1905
      - genre Trichoplax Schultze, 1883

  - ordre Cladhexea Tessler, Neumann, Osigus, DeSalle & Schierwater, 2022
  - ordre Hoilungea Tessler, Neumann, Osigus, DeSalle & Schierwater, 2022
    - famille Cladtertiidae Tessler, Neumann, Osigus, DeSalle & Schierwater, 2022
      - genre Cladtertia Tessler, Neumann, Osigus, DeSalle & Schierwater, 2022[15]

    - famille Hoilungidae Tessler, Neumann, Osigus, DeSalle & Schierwater, 2022
      - genre Hoilungia Eitel, Schierwater & Wörheide, 2018[5]

## Diversité
Il existe plusieurs populations différant par leur répartition géographique, par les niches écologiques occupées et par leur patrimoine génétique.

## Publication originale
- Grell, 1971 : « Trichoplax adhaerens: F.E. Schulze und die Entstehung der Metazoen. » Naturwissenschaftliche, vol. 24,  no 4, p. 160-161.